# Halls (jogador de futebol)
Hedge Halls Rocha da Silva (nascido em 17 de junho de 1999), conhecido como Halls, é um jogador de futebol brasileiro que é atualmente goleiro do Vila Nova.

## Vida pessoal
O irmão mais novo de Halls, Henrique, também conhecido como Halls, também é jogador de futebol. Atutando pela posição de zagueiro, ele joga pelo Red Bull Bragantino.

## Career statistics

### Club
- Atualizado até 7 de junho de 2020.[2]

| Clube                | Temporada         | Liga              | Liga    | Liga | Liga Estadual | Liga Estadual | Copa    | Copa | Continental | Continental | Outro   | Outro | Total   | Total |
| Clube                | Temporada         | Divisão           | Assist. | Gols | Assist.       | Gols          | Assist. | Gols | Assist.     | Gols        | Assist. | Gols  | Assist. | Gols  |
| -------------------- | ----------------- | ----------------- | ------- | ---- | ------------- | ------------- | ------- | ---- | ----------- | ----------- | ------- | ----- | ------- | ----- |
| Vasco da Gama        | 2020              | Série A           | 0       | 0    | 0             | 0             | 0       | 0    | 0           | 0           | 0       | 0     | 0       | 0     |
| Náutico (empréstimo) | 2020              | Série B           | 0       | 0    | 1             | 0             | 0       | 0    | –           | –           | 0       | 0     | 1       | 0     |
| Total da Carreira    | Total da Carreira | Total da Carreira | 0       | 0    | 1             | 0             | 0       | 0    | 0           | 0           | 0       | 0     | 1       | 0     |

1. ↑  Participações no Campeonato Pernambucano